# En turist besøger Stevns
|  | Denne artikel er oprettet af botten Steenthbot ud fra en ekstern database. Den kan derfor have sproglige fejl eller mangler. Denne skabelon kan fjernes efter kontrol af indholdet. |

En turist besøger Stevns er en dansk dokumentarfilm instrueret af Klaus Pagh.

## Handling
Optaget i Store Heddinge i 1961 (måske 1960). En slags reklamefilm, der kom  i stand i samarbejde med Store Heddinge Turistforenings daværende formand Erling Larsen, kaldet Erling Trikohl.
Filmen handler om en turist (Klaus Pagh), der kommer til byen og besøger byens unge skønhedsdronning Jette. Og Jette viser turisten (Klaus Pagh) rundt i byen.
Kilde: bruger Birgit Heinsen

## Medvirkende
- Klaus Pagh